# École génoise de peinture

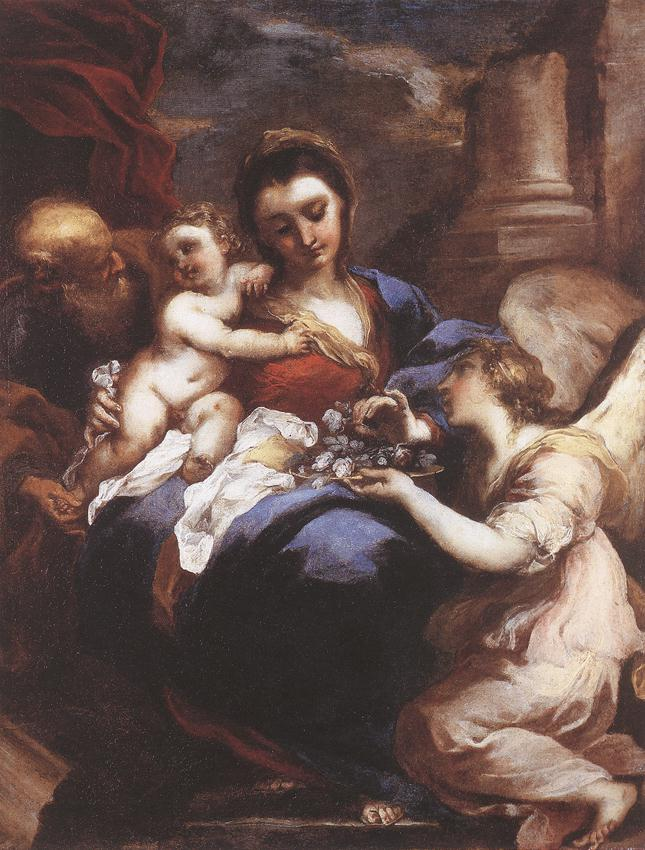
Sainte Famille avec un ange - Valerio Castello

L'école génoise est l'une des écoles italiennes  de peinture qui se développe à Gênes, née au XVIIe siècle, en pleine période baroque. 
Les peintres de l'école génoise ont été fortement influencés par la présence de peintres flamands comme ceux qui séjournèrent à Gênes, ainsi Rubens (1621-1622 et 1626-1627) et Van Dyck (1621-1627) ; elle-même a été influente dans la région niçoise (Monaco...). 
Le baroque génois se démarque du baroque romain et préfigure l'art français du XVIIIe siècle. Il s'épuise au XIXe siècle sous l'influence académique.

## Protagonistes

### Les peintres
Les plus représentatifs :
- Luca Cambiaso  (1527 - 1585), son élève Lazzaro Tavarone (1556 - 1641)
- Giovanni Battista Castello dit le Bergamasque (1509 - 1569 ou 1579)
- Taddeo Carlone (1543 - 1613)
- Giovanni Bernardo Carlone (1584 - 1631)
- Giovanni Battista Carlone (1603 - 1684)
- Giovanni Benedetto Castiglione (1609 - 1664)
- Giovanni Andrea de Ferrari (1598 - 1669)
- Orazio de Ferrari (1606 - 1657)
- Gregorio de Ferrari (~1647 - 1726)
- Baciccio (1639 - 1709)
- Giovanni Bernardo Carbone (1616 – 1683)
- Valerio  Castello (1624 - 1659)
- Domenico Fiasella (1589 - 1669)

- Domenico Piola (1624 - 1703)
- Giovanni Andrea Ansaldo (1584 - 1638)
- Giulio Benso (1592 – 1668)
- Bernardo Strozzi (1581 - 1644)
- Alessandro Magnasco (1667 - 1749) (dont les sujets se détachent de ceux de ses condisciples)

Et aussi :
- Luca Saltarello (1608/1609 - ~1640)
- Carlo Antonio Tavella (1668 - 1738)
- Gioacchino Assereto (1600 - 1649)
- Giuseppe Badaracco (1588 - 1657)
- Luciano Borzone (1590 - 1645)
- Bartolomeo Bassi (~1600 - 1640)
- Sinibaldo Scorza (1589 - 1640)
- Antonio Travi (1613 - 1668)
- Antonio Maria Vassallo
- Ottavio Semini (1530 - 1604)

## Influence
Son influence a porté également sur les sculpteurs et architectes de la cité à la même époque :

### Les sculpteurs et les architectes
- Les sculpteurs sur bois pour le mobilier, groupés au sein de leurs corporations, les  casacce :
  - Giacomo Filippo Parodi (Gênes, 1630-1702)
  - Anton Maria Maragliano,
  - les frères  Francesco et  Bernardo Schiaffino,
- Les architectes :
  - les frères Anton Maria et Giovanni Antonio Ricca

## Lieux d'exposition des œuvres de ces artistes
- Musées à Gênes
  - Museo dell'Accademia Ligustica di Belle Arti
  - Musées de la via Garibaldi : Palazzo Bianco, Palazzo Rosso et Palazzo Tursi
- Édifices religieux de Gênes :
  - Église San Stefano
  - Basilica della Santissima Annunziata del Vastato
  - Église du Gesù (ou des saints-Ambroise-et-André)
  - Le Duomo di San Lorenzo (Cathédrale St-Laurent)
  - Le Cimetero monumentale di Staglieno

## Sources et bibliographie
- Carlo Giuseppe Ratti, Delle Vite di pittori, scultori ed architetti genovesi, Gênes, 1769
- Anvers et Gênes. Un sommet dans la peinture baroque
- P. Pagano, M. C. Galassi (sous la direction de) :  La pittura del '600 a Genova.